# St Francis Bay
St Francis Bay est une localité située dans la municipalité locale de Kouga, dans le district de Sarah Baartman, province du Cap-Oriental, en Afrique du Sud. En 2011, sa population est de 4 933 habitants.

## Source
- (en) Cet article est partiellement ou en totalité issu de l’article de Wikipédia en anglais intitulé « St Francis Bay » (voir la liste des auteurs).